# Pornofantasie di un superdotato
Pornofantasie di un superdotato (Prisoner of Paradise) è un film pornografico statunitense del 1980, diretto da Bob Chinn e Gail Palmer e con protagonista John Holmes.
Fu il primo lungometraggio pornografico straniero uscito nelle sale in Italia in versione integrale.

## Trama
Durante la Seconda Guerra Mondiale in un'isola del Sud Pacifico. Carol e Gloria sono due infermiere dell'esercito americano; entrambe vengono imprigionate in un campo di concentramento nazista diretto dal sadico Hans von Shlemel con l'assistenza di Ilsa e Greta. Il marinaio statunitense Joe Murray, naufragato sull'isola dopo un bombardamento, tenta invano di salvare le ragazze. Hans von Shlemel punisce quindi Joe, coinvolgendolo in sevizie sessuali insieme alle ragazze.

## Curiosità
Nikki Anderson è il nome d'arte dell'attrice Jayne Paygan, attiva dagli anni '70, da non confondere con l'omonima attrice attiva negli anni '90 e 2000.
La pellicola segna il debutto nel mondo dell'hard di Mai Lin, futura diva di fama internazionale.